# Liocranum majus
Espèce
Synonymes
- Liocranum pallidulum Simon, 1878
- Liocranum segmentatum Simon, 1878

Liocranum majus est une espèce d'araignées aranéomorphes de la famille des Liocranidae.

## Distribution
Cette espèce se rencontre au Portugal, en Espagne, en France et en Italie.

## Description
La femelle holotype mesure 12 mm.

## Publication originale
- Simon, 1878 : « Description de Trachelas amabilis, Liocranum pallidum, majus et libanicum. » Annales de la Société Entomologique de France, sér. 5, vol. 8, p. 50-52 (texte intégral).